# Kosów Lacki (gemeente)
De gemeente Kosów Lacki is een stad- en landgemeente in het Poolse woiwodschap Mazovië, in powiat Sokołowski.
De zetel van de gemeente is in Kosów Lacki.
Op 30 juni 2004 telde de gemeente 6784 inwoners.

## Oppervlakte gegevens
In 2002 bedroeg de totale oppervlakte van gemeente Kosów Lacki 200,17 km², waarvan:
- agrarisch gebied: 64%
- bossen: 27%

De gemeente beslaat 17,69% van de totale oppervlakte van de powiat.

## Demografie
Stand op 30 juni 2004:
| Omschrijving                   | Totaal | Totaal | Vrouwen | Vrouwen | Mannen | Mannen |
| ------------------------------ | ------ | ------ | ------- | ------- | ------ | ------ |
| eenheid                        | aantal | %      | aantal  | %       | aantal | %      |
| inwoners                       | 6784   | 100    | 3377    | 49,8    | 3407   | 50,2   |
| bevolkingsdichtheid (inw./km²) | 33,9   | 33,9   | 16,9    | 16,9    | 17     | 17     |

In 2002 bedroeg het gemiddelde inkomen per inwoner 1184,18 zł.

## Administratieve plaatsen (sołectwo)
Albinów, Bojary, Buczyn Szlachecki, Chruszczewka Szlachecka, Chruszczewka Włościańska, Dębe, Dybów, Grzymały, Guty, Henrysin, Jakubiki, Kosów Ruski, Krupy, Kutyski, Łomna, Nowa Maliszewa, Nowa Wieś Kosowska, Nowy Buczyn, Rytele Święckie, Sągole, Stara Maliszewa, Telaki-Tosie, Trzciniec Duży, Trzciniec Mały, Wólka Dolna, Wólka Okrąglik, Wyszomierz, Żochy.
Zonder de status sołectwo : Buczyn Dworski, Kosów-Hulidów.

## Aangrenzende gemeenten
Ceranów, Małkinia Górna, Miedzna, Sabnie, Sadowne, Sokołów Podlaski, Sterdyń, Stoczek